# Хардин (окръг, Тенеси)
Окръг Хардин (на английски: Hardin County) е окръг в щата Тенеси, Съединени американски щати. Площта му е 1544 km², а населението – 25 578 души (2000). Административен център е град Савана.